# Ralf Minge
Ralf Minge (Prösen, 8 ottobre 1960) è un allenatore di calcio ed ex calciatore tedesco.

## Carriera

### Calciatore
Svolse la sua carriera professionistica nella Dinamo Dresda, in cui giocò dal 1980 fino al suo ritiro, avvenuto al termine dell'ultima stagione del campionato tedesco orientale (1990-91). In undici anni di carriera professionistica collezionò 222 presenze e 103 reti risultando il miglior cannoniere di sempre della Dinamo Dresda dopo Hans-Jürgen Kreische e Torsten Gütschow. Conta inoltre 36 presenze e 9 gol in nazionale, totalizzate tra il 1983 e il 1986.

### Allenatore
Subito dopo il suo ritiro Minge entrò a far parte dello staff tecnico della Dinamo Dresda, assumendone la guida tecnica nel 1993 e nel 1995, anno in cui la squadra, già retrocessa sul campo dalla Bundesliga, sprofondò in Regionalliga a causa di problemi finanziari. Dopo questo avvenimento Minge si trasferì sulla panchina dell'Erzgebirge Aue, rimanendovi per dieci mesi.
Dopo due anni entrò nello staff di Toni Schumacher, che allora allenava il Fortuna Colonia: dopo il suo esonero, nel 1999, Minge assunse la guida tecnica della squadra ad interim per circa un mese. Al termine della stagione fu assunto al Bayer Leverkusen come vice di Klaus Toppmöller e allenatore della squadra delle riserve, incarico che mantenne fino al 2005. Dopo un breve periodo sulla panchina della nazionale Under-21 della Georgia, Minge ha assunto nel 2008 la carica di direttore sportivo della Dinamo Dresda, dimettendosi dopo pochi mesi.

## Palmarès

### Club
- DDR-Oberliga: 2

1988-89, 1989-90
- FDGB Pokal: 4

1981-82, 1983-84, 1984-85, 1989-90